# Winfield (Illinois)
Winfield è un comune degli Stati Uniti d'America, situato nell'Illinois, nella contea di DuPage. Si trova a ovest di Chicago.